# Quelqu'un d'autre
Quelqu'un d'autre est un roman de l'écrivain et scénariste français Tonino Benacquista, publié en 2002 aux éditions Gallimard et ayant reçu le grand prix RTL-Lire la même année.

## Résumé
Quelqu’un d’autre ou la métamorphose des quadragénaires

Une rencontre prédestinée
Nicolas Gredzinski, quarante ans, est célibataire et cadre moyen dans un grand groupe parisien. Il entretient de bonnes relations de travail avec ses collègues, mais il s’ennuie ferme dans un métier peu épanouissant.
Thierry Blin, trente-neuf ans, est encadreur, et se morfond dans sa petite boutique au cœur de la capitale. Bien qu’il vive en couple depuis cinq ans avec Nadine, il n’éprouve guère de sentiments pour elle.
On peut penser que tous deux jouissent, somme toute, d’une vie stable et d’un avenir assuré dans leur domaine respectif.
Thierry et Nicolas ne se connaissent pas, mais ils fréquentent le même club de tennis. Par hasard, l’un propose à l’autre d’échanger quelques balles, puis de se mesurer dans un match pour l’honneur. Leur niveau est similaire, aucun des deux ne veut lâcher de point, la partie s’avère prenante et serrée.
Après la rencontre, ils se donnent rendez-vous dans un café pour finir la soirée. Les deux hommes, emportés par la complicité que procure un effort sportif partagé, sont vite grisés par l’alcool. Nicolas et Thierry se laissent aller aux confidences, comme de vieux amis séparés retrouvant leur entente de longue date.

Un pari fou et enivrant
Bientôt les deux acolytes s’imaginent dans des vies différentes. Gredzinski confie ainsi qu’il aurait souhaité devenir son « moi rêvé, celui [qu’il n’a] jamais eu le courage de faire naître ». Quant à Blin, il avoue qu’il « ne « [s]’aime pas assez pour vouloir rester [lui]-même à tout prix ». De fil en aiguille, un défi insensé et grisant germe dans leur esprit.
Les deux hommes se donnent rendez-vous dans trois ans, jour pour jour, dans le même lieu et à la même heure. Celui des deux qui, au terme de cette échéance, aura réussi à devenir quelqu’un d’autre remportera le pari !
Mais pourquoi s’infliger un défi si extravagant ? Est-ce une absurde fanfaronnade de quadragénaires sous l’emprise de l’alcool ? Quelles raisons motivent cette gageure excentrique ?
-       Tout d’abord, la crise de la quarantaine : les protagonistes sont à l’âge du bilan et des remises en question, sur les plans personnel et professionnel ;
-       Ensuite, une insatisfaction profonde : tous deux savent qu’ils ne sont pas heureux et que, arrivés à la moitié de leur existence, il est temps de remédier à cette situation ;
-       Enfin, l’envie d’accomplir un rêve : devenir quelqu’un d’autre leur permettrait de repartir à zéro et, pourquoi pas, réussir une vie plus exaltante.

Deux destins croisés
Dès lors, le narrateur consacre successivement ses chapitres à chacun des deux héros. Il entraîne ainsi le lecteur dans des tribulations inattendues, dans des situations parfois cocasses et rocambolesques.
-       Nicolas Gredzinski
Dès le lendemain, le cadre angoissé regrette son incartade capiteuse. Il reprend le cours normal de sa vie solitaire et désabusée. Toutefois, lui qui, jusqu’à sa partie avec Blin, n’avait jamais vraiment bu d’alcool, se surprend à apprécier les boissons fortes. Il se met alors à fréquenter assidûment les cafés parisiens, y rencontre Loraine, une femme mystérieuse dont il tombe éperdument amoureux.
Grisé par sa dépendance à la vodka divers spiritueux, enivré par ses sentiments envers Loraine, Gredzinski commence à changer. Il se fait plus entreprenant, plus sûr de lui, et obtient même une promotion au sein de sa société. Il valide en outre un brevet pour une invention de son cru qui lui permet de devenir riche. Bref, Nicolas se transforme peu à peu en quelqu’un d’autre.
-       Thierry Blin
Le modeste encadreur, lui, se prend tout de suite au jeu : il se lance corps et âme dans l’accomplissement de leur défi. Il considère ces trois ans à venir comme un véritable compte à rebours pour réaliser son rêve : devenir détective privé. Thierry, en effet, a sans cesse désiré un destin à la Sam Spade ou Philip Marlowe. Enquêter sur les activités de ses concitoyens, mettre au jour leurs secrets inavoués, filer un mari volage ou épier un homme d’affaires supposé véreux… Telle est la profession à laquelle il a toujours aspiré !
Blin va se donner les moyens d’atteindre son but. Il quitte son travail, rompt lâchement avec Nadine, déménage, trouve un nouveau patronyme, et recourt même à la chirurgie esthétique pour changer de visage !

Trois ans de suspense et d’incertitudes
-       Un rêve à portée de main
Thierry Blin n’est plus. Porté officiellement disparu, il est désormais invisible aux yeux du monde. L’ancien encadreur se paie même la jubilation coupable d’assister, sous sa nouvelle identité, à ses propres funérailles ! Il découvre ainsi, incognito, ce que ses proches disent sur son compte. C’est comme s’il entrait dans leur tête pour lire dans leurs pensées.
Véritable Phénix moderne qui renaîtrait de ses cendres, Blin semble enfin être en mesure de réaliser son rêve, de connaître une existence de héros de film noir, à la Humphrey Bogart. Cependant, comme le souligne l’auteur, « méfie-toi de ceux qui confondent l’éclairage et la lumière ».
-       Une métamorphose périlleuse
Gredzinski est conscient que son alcoolisme a développé en lui une autre personnalité. Le Nicolas sobre et sans ambition n’aurait jamais pu séduire Loraine, avec laquelle il entretient une relation aussi passionnelle que tumultueuse. Le Nicolas sobre et inhibé n’aurait jamais pu accéder au poste d’Alain Bardane, son ex-chef de service tyrannique. Pourtant cette dépendance indéfectible risque bien de causer sa perte !
Devenu irrespectueux envers ses collègues, Gredzinski pousse son patron à le licencier. Sur le chemin de son domicile, une silhouette accablée l’attend devant chez lui : c’est Bardane. Ce dernier, sans emploi, déchu, ruiné, désespéré, cache un revolver dans sa veste…

Nicolas et Thierry seront-ils tous deux présents dans ce bar où, il y a trois ans jour pour jour, ils se sont lancé un défi insensé ?

## Éditions
- Éditions Gallimard, 2002